# 藤原暹
藤原 暹（ふじわら のぼる、1933年10月11日 - 2009年7月14日）は、日本の思想史学者。
広島県広島市出身。岡山県立矢掛高等学校卒、1958年東北大学文学部卒、広島電波工業高等学校教諭、1962年広島県修道中学校教諭、1964年東北大学文学部日本思想史研究室助手、1965年東北大学大学院文学研究科日本思想史入学、1970年博士課程満期退学、ノートルダム清心女子大学国文科助教授、1980年岩手大学人文社会科学部教授、1997年学部長、1999年定年退官、名誉教授。没後従四位、瑞宝中綬章受勲。

## 著書
- 『江戸時代における「科学的自然観」の研究』富士短期大学出版部、1966年。
- 『日本近世思想の研究』法律文化社、1971年。
- 『鶴峯戊申の基礎的研究』桜楓社、1973年。
- 『日本生活思想史序説』ぺりかん社、1982年。
- 『日本における庶民的自立論の形成と展開』ぺりかん社、1986年。
- 『幕末・開化期の思想史研究』岩田書院（発売）、1997年。

編著
- 『日本生活思想研究』正続　編 生活思想研究会 1989-1990

## 論文
- 藤原暹「片山松斎の研究序説」『科学史研究』第76巻、岩波書店、1965年10月、164-170頁。
- Cinii

## 注
1. ↑  “日本学研究会 - 藤原暹先生略歴・業績目録”. sites.google.com. 2025年5月29日閲覧。

## 関連文献項目
- 鶴峯戊申